# Petrus Eriksson
Petrus Eriksson, född 4 april 1676 i Örtomta församling, Östergötlands län, död 1 januari 1744 i Östra Ryds församling, Östergötlands län, var en svensk präst.

## Biografi
Petrus Eriksson föddes 1676 i Örtomta församling. Han var son till bonden Eric Mårtensson och Anna Jönsdotter på Ås. Eriksson studerade i Linköping och blev 12 oktober 1698 student vid Uppsala universitet. Han avlade examen i teologi 20 juni 1706 och examen i filosofie 18 december 1706. Eriksson disputerade för filosofiegraden 3 april 1707 och avlade magisterexamen 28 maj 1708. Den 20 augusti 1709 prästvigdes han och blev 3 december 1712 kyrkoherde i Östra Ryds församling, tillträde direkt. Han blev 1737 kontraktsprost i Skärkinds kontrakt. Eriksson avled klockan 6 på aftonen 1 januari 1744 och begravdes i Östra Ryds kyrka 17 januari av biskop Andreas Olavi Rhyzelius.
En gravsten över honom finns bevarad i kyrkan.

### Familj
Eriksson gifte sig första gången 10 maj 1710 och Anna Elisabeth Aschanius (1670–1738). Hon var dotter till kyrkoherden Abrahamus Aschanius och Gertrud Klingius i Askeby församling. Aschanius var änka efter kyrkoherden Petrus Rydelius i Östra Ryds församling. Eriksson och Aschanius fick tillsammans barnen Anna Elisabet Eriksson som var gift med prästen N. Hultén och stadsläkaren Daniel Christian Eberstein i Norrköping och Margareta Eriksson som var gift med kyrkoherden Nathanael Alfving i Björkebergs församling.
Eriksson gifte sig andra gången 16 oktober 1739 med änkan Anna Fahlsten (död 1763).